# Macrosiphum mertensiae
Macrosiphum mertensiae är en insektsart som beskrevs av David D. Gillette och Palmer 1933. Macrosiphum mertensiae ingår i släktet Macrosiphum och familjen långrörsbladlöss. Inga underarter finns listade i Catalogue of Life.